# Wereldbeker schaatsen 2008/2009 - Wereldbeker 1 - 1e 500 meter vrouwen
De eerste van 13 wedstrijden voor de wereldbeker schaatsen 500 meter wordt gehouden op 7 november 2008 in Berlijn.

## Uitslag A-divisie
| rang   | schaatser            | tijd  | punten |
| ------ | -------------------- | ----- | ------ |
| Goud   | Jenny Wolf           | 37,75 | 100    |
| Zilver | Wang Beixing         | 37,75 | 80     |
| Brons  | Lee Sang-hwa         | 38,12 | 70     |
| 4      | Sayuri Yoshii        | 38,46 | 60     |
| 5      | Annette Gerritsen    | 38,62 | 50     |
| 6      | Nao Kodaira          | 38,66 | 45     |
| 7      | Margot Boer          | 38,76 | 40     |
| 8      | Bo-Ra Lee            | 38,88 | 36     |
| 9      | Sayuri Osuga         | 38,88 | 32     |
| 10     | Shannon Rempel       | 38,91 | 28     |
| 11     | Marianne Timmer      | 38,92 | 24     |
| 12     | Jekaterina Malysjeva | 38,99 | 21     |
| 13     | Xing Aihua           | 39,08 | 18     |
| 14     | Tomomi Okazaki       | 39,10 | 16     |
| 15     | Ren Hui              | 39,16 | 14     |
| 16     | Yakuri Watanabe      | 39,17 | 12     |
| 17     | Elli Ochowicz        | 39,18 | 10     |
| 18     | Pamela Zoellner      | 39,18 | 8      |
| 19     | Zhang Shuang         | 39,20 | 6      |
| 20     | Judith Hesse         | 39,38 | 5      |
| 21     | Svetlana Kajkan      | 39,53 | 4      |
| 22     | Heike Hartmann       | 39,70 | 3      |
| 23     | Jennifer Plate       | 40,10 | 2      |
| 24     | Anzjelika Kotjoega   | 40,32 | 1      |

## Loting
| rit | binnenbaan      | buitenbaan           |
| --- | --------------- | -------------------- |
| 1   | Yukari Watanabe | Zhang Shuang         |
| 2   | Bo-Ra Lee       | Jennifer Plate       |
| 3   | Tomomi Okazaki  | Anzjelika Kotjoega   |
| 4   | Xing Aihua      | Nao Kodaira          |
| 5   | Sayuri Osuga    | Margot Boer          |
| 6   | Heike Hartmann  | Elli Ochowicz        |
| 7   | Pamela Zoellner | Wang Beixing         |
| 8   | Judith Hesse    | Jekaterina Malysjeva |
| 9   | Shannon Rempel  | Ren Hui              |
| 10  | Jenny Wolf      | Sayuri Yoshii        |
| 11  | Lee Sang-hwa    | Annette Gerritsen    |
| 12  | Marianne Timmer | Svetlana Kajkan      |

## Top 10 B-divisie
| rang | schaatser            | tijd  | punten |
| ---- | -------------------- | ----- | ------ |
| 1    | Joelia Nemaja        | 38,96 | 25     |
| 2    | Christine Nesbitt    | 39,03 | 19     |
| 3    | Jekaterina Lobysjeva | 39,06 | 15     |
| 4    | Xiaomei Sheng        | 39,18 | 11     |
| 5    | Thijsje Oenema       | 39,48 | 8      |
| 6    | Natasja Bruintjes    | 39,57 | 6      |
| 7    | Tamara Oudenaarden   | 39,73 | 4      |
| 8    | Heather Richardson   | 39,79 | 2      |
| 9    | Rebekah Bradford     | 40,08 | 1      |
| 10   | Brittany Schussler   | 40,10 | 0      |